# Eleccions al Kazakhstan
El president del Kazakhstan és escollit per sufragi universal i el seu mandat dura set anys. El poder legislatiu, conegut com a Parlament (Parlamenti), té dues cambres. L'assemblea (Mazhilis) té 77 escons, elegits per un termini de quatre anys, 67 en circumscripcions electorals unipersonals i 10 per representació proporcional
El senat té 47 membres, 40 dels quals són escollits per a un mandat de sis anys per les assemblees locals, renovats cada dos anys, i set nomenats directament pel president. Endemés, els expresidents són ex officio senadors vitalicis.
El Kazakhstan és un règim de partit únic en el qual només els partidaris del president poden assolir el poder. Els partits de l'oposició són permesos, però no tenen cap possibilitat real d'assolir el poder a causa de la corrupció, com ho demostraren les nombroses irregularitats a les eleccions de 2004.